# 빌 매저로스키
윌리엄 스탠리 매저로스키(William Stanley Mazeroski, 1936년 9월 5일 ~ )는 전 미국의 메이저 리그 베이스볼 2루수이다. "매즈(Maz)"란 별명으로 알려진 그는 1956년부터 1972년까지 피츠버그 파이리츠를 위하여 그의 완전한 17년간 활약 경력을 보냈다. 그는 2001년 미국 야구 명예의 전당에 헌액되었다.
매저로스키는 사상 거대한 방어적 2루수들 중의 하나로 여겨진다. 그는 7개의 시즌들을 위하여 올스타 선수였고 8개의 시즌들을 위하여 골드 글러브 상을 수상하였다. 그는 1960년과 1971년 파이리츠의 월드 시리즈 우승 팀들의 중심 일원이었으며, 1960년 월드 시리즈의 7번째 경기에서 9회의 말에서 끝내기 홈런으로 가장 잘 알려졌다.

## 어린 시절
폴란드계로 웨스트버지니아주 휠링에서 태어났다. 그는 오하이오주 틸턴스빌에 있는 워런 합동 고등학교에서 수학하여 야구와 농구에서 둘다 뛰어났다. 그는 신입생으로서 대학 야구 팀에 시작하였다.
1954년 17세의 나이로 매저로스키는 피츠버그 파이리츠와 계약을 맺었다. 원래 유격수였던 그는 2루수로 옮겨 1956년 7월 7일 자신의 메이저 리그 데뷔를 하여 그의 전체 경력에 파이리츠를 위하여 활약하였다.

## 야구 경력
매저로스키는 자신의 방어적 용맹으로 주목되었고 1958년 자신의 8개 골드 글러브 상들 중에 첫번째 상을 수상하였다. 그는 .983의 경력 수비율을 가져 9번이나 보살에서 내셔널 리그를 이끌었으며 2루수에 의한 병살을 위한 메이저 리그 베이스볼 기록을 보유하고 있다.
자신의 방어적 능력이 전형적으로 방망이와 함께 그의 공헌들을 보호하는 동안에 매저로스키는 몇몇의 좋은 공격적 시즌들을 가졌다. 그의 최고 시즌은 자신이 .275를 타구하고 19개의 홈런을 치고 MVP 상을 위하여 그가 숙고된 자신의 진정한 미트와 함께 충분한 68개의 타점을 가진 1958년이었다. 자신의 절정(1957 ~ 68) 동안에 그는 시기의 아무의 다른 중견수들보다 더 많은 히트를 쳐서 주자를 흠인시켰다. 매저로스키의 힘의 수량들은 포브스 필드에서 먼 울타리들에 의하여 유지되었다. 그의 경력에서 그는 자신의 홈구장에서 했듯이 원정지에서 많은 홈런들 만큼 2번 이상이나 많이 안타하였다 - 홈구장에서 45개의 홈런 대 원정지에서 93개. 비교에 의하여 시카고 컵스의 강타자 2루수 라인 샌드버그는 리글리 필드의 편한 범위들로부터 자신의 282개의 경력 홈런 중 118개 만을 쳤다.
1960년 월드 시리즈에서 매저로스키는 9회의 말에서 뉴욕 양키스의 투수 랠프 테리에 경기를 우승한 홈런을 치면서 7번째 경기에서 파이리츠를 위한 타이틀을 우승하였다. 양키스는 이닝의 위에서 9 대 9로 경기를 동점 매기는 데 2개의 득점과 함께 집합하여 매저로스키의 영웅시를 세웠다. 앤디 저프라 불리는 14세의 팬은 그라운드의 외부에 공을 받아 매저로스키에 의하여 사인되었으나 후에 경기에서 사용될 때 잃어졌다.
강타자가 아닌 그의 명성의 악의에서 매저로스키는 사실 1960년 시리즈에서 또다른 결정적인 홈런을 쳐 7개의 경기들에 파이리츠 팀 총계의 절반을 득점하였다. 1번째 경기의 4회에서 돈 호크가 본루에 놓이면서 매저로스키는 왼쪽의 필드 점수판을 넘어간 짐 코치에 타격을 가하여 6 대 4의 파이리츠 승리에서 가장자리를 마련하였다.
매저로스키와 로베르토 클레멘테는 파이리츠가 1971년의 월드 시리즈를 우승하고 1972년 내셔널 리그 챔피언십 시리즈를 패할 때 1960년 월드 시리즈로부터 마지막으로 남아있던 선수들이었다. 매저로스키는 선수 생활로부터 은퇴한 1년 후인 1973년에 파이리츠와 함께 전 동료 선수 빌 버던의 코치 직원의 일원이었다.

## 명예의 전당 헌액과 다른 명예들

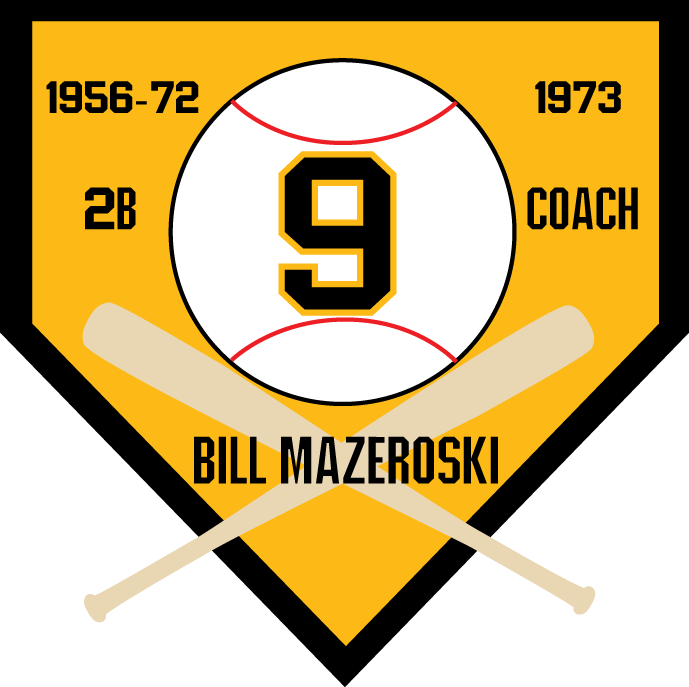
매저로스키의 등번호 9번은 1987년 파이리츠에 의하여 영구 결번 되었다.

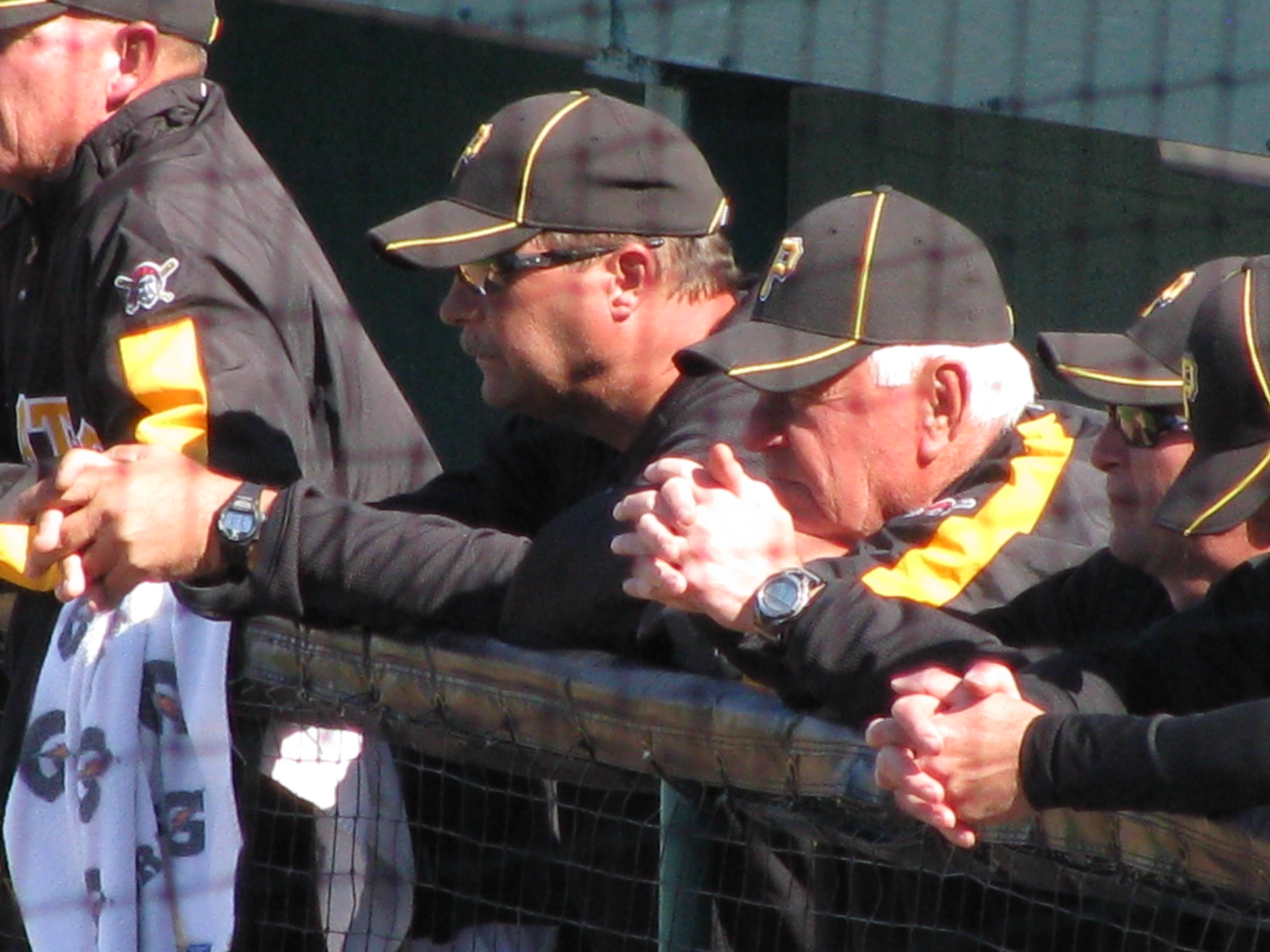
2010년 매켄지 필드에서 열린 파이리츠의 더그아웃에서 투수 코치 조 케리건과 함께 (중앙이 매저로스키)

매저로스키는 2001년 야구 명예의 전당으로 선출되었다. 쿠퍼스타운에서 열린 헌액일에 그는 자신이 멈춰야 했던 아주 감정적이 되기 전에 방어적 실력들에 크게 기초를 둔 선수들을 선택을 위한 베테랑 협회의 투표인들을 고마워한 만큼 자신의 준비된 의견으로 멀리에 만으로 이루었다.
오늘날 포브스 필드로부터 필드의 벽을 남긴 벽돌의 일부는 기념으로서 피츠버그의 오클랜드 구역에 있는 피츠버그 대학교의 캠퍼스에 서면서 남아있다. 지방적으로 벽은 보통 "매저로스키의 벽"으로서 언급되었다. 이 일이 기술적으로 매저로스키의 유명한 홈런이 제거된 벽의 실제 부분이 아니어도 가까이 있는 명판이 갑작스런 승리의 홈런 선수가 벽을 제거한 위치를 표시하였다. 리틀 리그의 소프트볼 필드는 매저로스키가 가로 놓여있는 다른 쪽에 봉납되었다.
1979년 매저로스키는 국립 폴란드계 미국인 스포츠 명예의 전당으로 헌액되었다.
1987년 매저로스키는 펜실베이니아주 웨스트모어랜드 카운티의 자신의 저택에서 카운티의 행정관을 위한 민주당 후보로 나갔으나 그의 입찰은 성공적이지 못하였다.
1995년 오하이오주 캐디즈에 위치한 해리슨 센트럴 고등학교는 후에 "매저로스키 필드"로서 알려질 법안에 의하여 기증된 필드를 가졌다.
2003년 레일랜드에 있는 오하이오 벅아이 지방 고등학교는 그의 이름을 딴 자신들의 새로운 야구장을 이름지으면서 그에게 명예를 가렸다.
2004년 오하이오 밸리 육상 대회는 보스턴 셀틱스의 위대한 존 하블리첵과 전 올림픽 레슬링 선수 바비 더글러스와 함께 자신들의 명예의 전당의 취임식의 회원들 사이에 매저로스키를 선출하면서 그에게 경례하였다.
매저로스키는 피츠버그의 PNC 파크에서 열린 2006년 올스타 경기를 앞선 홈런 더비의 첫 투구를 던지는 데 선발되면서 메이저 리그 베이스볼에 의하여 인정을 받았다. 그는 또한 올스타 리전즈가 열리는 동안에 내셔널 리그와 거기서 열린 올스타 주의 축하식이 있는 동안에 명성 소프트볼 경기를 감독하는 데 뽑혔다.
2010년 9월 PNC 파크의 외부에 매저로스키의 동상 제막식이 거행되었다. 스포츠 일러스트레이티드는 스포츠 역사상 100개의 거대한 순간들 중의 명단에 매저로스키의 홈런을 8위에 놓았다.

## 오늘날

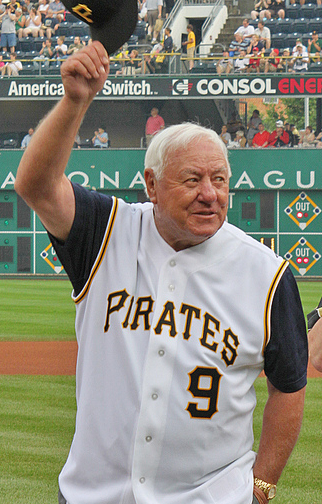
PNC 파크에서 열린 1960년 월드 시리즈의 50주년 기념식에서

매저로스키는 봄 훈련에서 파이리츠를 위하여 특별 내야수 강사로서 지내고 있으며 플로리다주 패너마시티에서 퇴직 생활을 하고 있다. 그는 또한 전 파이리츠 1루수 숀 케이시가 나온 FSN 피츠버그를 위한 광고에 나오기도 하였다.
그의 아들 대런은 은퇴한 주니어 칼리지의 야구 코치이다.
그의 아들 데이브는 대기의 과학자이며 야구에서 경력을 수행하지 않았다.
그는 1960년 월드 시리즈의 7번째 경기의 이전에 잃어진 텔레비전 피트 길이의 50년에 처음으로 보인 명예의 내빈으로 지내올 것이었으나 병원에 입원한 이유로 참석하지 못하였다.
매저로스키는 해마다의 골프 토너먼트인 빌 매저로스키 골프 토너먼트를 주최하고 있다.